# Charles Rockwell Lanman

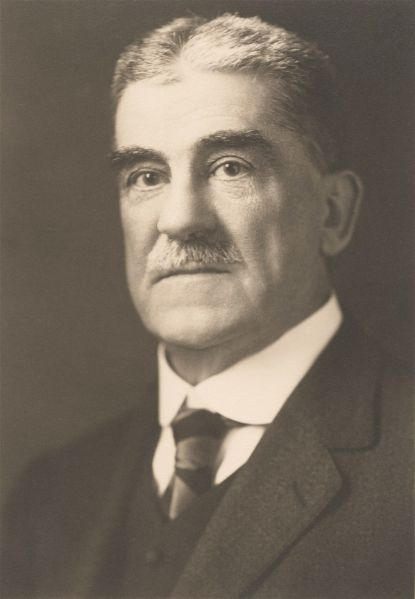
Charles Rockwell Lanman (1929)

Charles Rockwell Lanman (* 8. Juli 1850 in Norwich, Connecticut; † 20. Februar 1941 in Belmont, Massachusetts) war ein US-amerikanischer Sprachwissenschaftler und Indogermanist, der von 1880 bis 1926 als Professor für Sanskrit an der Harvard University wirkte.

## Leben
Charles Rockwell Lanman, der Sohn des Textilfabrikanten Peter Lanman und seiner Frau Catharine Cook Lanman, studierte an der Yale University, wo er 1871 den Bachelorgrad (A. B.) erlangte und 1873 zum Ph. D. promoviert wurde. Während seines Studiums besuchte er Vorlesungen und Übungen bei dem Juristen Theodore Dwight Woolsey, dem Geologen und Zoologen James Dwight Dana, dem Orientalisten William Dwight Whitney und dem Klassischen Philologen James Hadley. Lanman konzentrierte sich auf die alten Sprachen. Er erwarb umfassende Kenntnis des Griechischen, Lateinischen und des Sanskrit und verfasste seine Doktorarbeit über Nasalverben in diesen drei Sprachen. Auf Anraten seines akademischen Lehrers Whitney setzte Lanman sein Studium anschließend in Deutschland fort, wo er von 1873 bis 1876 an den Universitäten in Berlin, Tübingen und Leipzig studierte. Die dortigen Sprachwissenschaftler gehörten zu den angesehensten Vertretern der jungen Disziplin.
Nach seiner Rückkehr in die USA ging Lanman 1876 als Sanskrit-Dozent an die Johns Hopkins University. Bereits 1880 wurde er als Professor für Sanskrit an die Harvard University berufen, wo er bis zu seinem Eintritt in den Ruhestand (1926) blieb. Während dieser Zeit wurden ihm mehrere akademische Auszeichnungen zuteil. 1881 wählte ihn die American Academy of Arts and Sciences zum Mitglied. Er war führendes Mitglied zweier Fachverbände, der American Philological Association (1879–1884 Sekretär, 1889/90 Präsident) und der American Oriental Society (1884–1894 korrespondierender Sekretär, 1907/08 und 1919/20 Präsident). 1898 nahm er Einladungen der Johns Hopkins University und des Lowell Institute in Boston an, wo er als Gastdozent Vorlesungen hielt.
Lanmans Forschungsschwerpunkt war die Grammatik der indo-iranische Sprachen und die indische Literatur. Als produktiver Forscher und Autor sowie als Herausgeber der Harvard Oriental Series (1891–1926) leistete er einen entscheidenden Beitrag zur indogermanischen Forschung in den USA. Seine Arbeit wurde auch im Ausland mit großem Interesse wahrgenommen: 1905 wurde er zum korrespondierenden Mitglied der Göttinger Akademie der Wissenschaften gewählt, 1908 ernannte ihn die Kaiserliche Akademie der Wissenschaften in Sankt Petersburg zum auswärtigen korrespondierenden Mitglied. 1930 wurde er zum korrespondierenden Mitglied der British Academy gewählt.

## Schriften (Auswahl)
- On Noun-Inflection in the Veda. New York 1880
- A Sanskrit Reader. With Vocabulary and Notes. Boston 1884. Neuausgabe 1927
- Parts of Nala and Hitopadeça in English Letters. Boston 1889
- The Beginnings of Hindu Pantheism. Cambridge 1890
- anonym: Pedigree of Part of the Bidpai Literature Cambridge 1895
- William Dwight Whitney. Boston 1895
- The King of Siam’s Edition of the Buddhist Scriptures, the Tripitaka. Boston 1895
- Râja-çekhara’s Karpura-Manjarî, a drama by the Indian poet Rajacekhara (about 900 A.D). Cambridge 1900
- Pāli Book-Titles and Their Brief Designations. Boston 1909 (Sonderdruck aus: Proceedings of the American Academy of Arts and Sciences. Band 44, S. 663–707)
- Hindu Law and Customs as to Gifts. Boston 1913 (Sonderdruck aus: Anniversary Papers by Colleagues and Pupils of George Lyman Kittredge. Boston 1913)